# Wang Yan
Wang Yan, född den 3 maj 1971 i Liaoning, är en kinesisk före detta friidrottare som tävlade i gång.
Yan blev 1993 vinnare IAAF World Race Walking Cup på 10 km gång. Hon deltog även vid Olympiska sommarspelen 1996 där hon vann brons på 10 km gång. 
På den längre distansen 20 km gång blev hon silvermedaljör vid VM i Sevilla 1999. Dessutom innehade hon världsrekordet mellan 2001 och 2005 på distansen.